# Platystele rauhii
Platystele rauhii är en orkidéart som beskrevs av Carlyle August Luer. Platystele rauhii ingår i släktet Platystele och familjen orkidéer.
Artens utbredningsområde är Peru. Inga underarter finns listade i Catalogue of Life.